# Kaveh (Zeitschrift)
Kaveh (persisch کاوہ, DMG Kāwe) war eine von der deutschen Reichsregierung finanzierte persischsprachige Zeitschrift, die zweimal im Monat von 1916 bis 1922 in Berlin erschien. Sie gilt als eine der besten jemals erschienenen persischsprachigen Exilzeitschriften. Herausgegeben wurde die Zeitschrift von Seyyed Hassan Taqizadeh, Mohammad Ali Dschamalzade und Mohammad Ghazvini. Der Titel der Zeitschrift erinnert an Kaveh den Schmied (persisch كاوه آهنگر, DMG Kāwe Āhangar, auch Kaveh Ahangar), eine Gestalt aus der iranischen Mythologie, die den Kampf gegen Tyrannei und Unterdrückung durch fremde Invasoren symbolisiert. Auf dem Titelblatt ist der Schmied Kaveh auch abgebildet. Er hält als Anführer eines Demonstrationszuges das nach ihm benannte iranische Banner Derafsch-e Kâviâni (persisch درفش كاويانى, DMG derafš-e kāwiyānī, „Kavehs Flagge“) in der Hand. Das Titelbild stammt von Bruno Richter.
Die Redaktion von Kaveh nannte die Zeitung ein „Organ der persischen Nationalisten“. Ziel der Publikation war es, 

„… unter unseren Landsleuten in Persien und im Auslande die Anschauung zu verbreiten, dass jetzt der Zeitpunkt gekommen ist, wo Persien seine Unabhängigkeit wiedergewinnen kann, und der Zeitpunkt, in dem die englischen und russischen Eindringlinge aus dem Lande vertrieben werden können. … Unsere Zeitung tritt für eine neue große Erhebung ein, die die heutigen fremden Knechte Persiens aus dem Lande vertreiben soll.“

Im Ersten Weltkrieg war im Zuge der anglo-russischen Invasion Irans eine antibritische und antirussische Stimmung im Iran entstanden. Mit der Zeitschrift Kaveh wollte die deutsche Reichsregierung eine national gesinnte iranische Bewegung unterstützen. Hassan Taqizadeh, der an der konstitutionellen Revolution Irans beteiligt und später Abgeordneter im neu geschaffenen iranischen Parlament war, vertrat in seinen Artikeln die Auffassung, dass die Iraner sich von Grund auf mit Hilfe westlicher Werte neu orientieren müssten, um sich aus der Abhängigkeit eines britischen oder russischen Kolonialismus zu befreien. Nur so sei es möglich, einen eigenen unabhängigen iranischen Staat zu schaffen.
Als Beilagen zu Kaveh erschienen auch Mohammad Ali Dschamalzades Farsi Shekar Ast und Ganj Shaygan. Mohammad Ali Dschamalzade war einer der bekanntesten persischen Literaten und Erzähler von Kurzgeschichten.
Nach dem Ende des Ersten Weltkriegs wurde Kaveh von der deutschen Reichsregierung nicht weiter finanziert, so dass die Zeitung 1922 ihr Erscheinen einstellen musste.
Nachdem Kaveh sein Erscheinen eingestellt hatte, gründete Hosein Kazemzadeh in der Nachfolge von Kaveh in Berlin die Zeitschrift Iranshahr (ein Name für Iran zur Zeit der Sassaniden). Die Zeitschrift hatte großen Einfluss im Iran auf die Entwicklung eines iranischen Nationalgefühls.

## Ausgaben
- Kaveh Jahrgang 1, Heft 1–17, Berlin 1916
- Kaveh Jahrgang 2, Heft 18–24, Berlin, 1917
- Kaveh Jahrgang 3, Heft 25–33, Berlin, 1918
- Kaveh Jahrgang 4, Heft 34–35, Berlin, 1919
- Kaveh Jahrgang 5, Heft 1–12, Berlin, 1920
- Kaveh Jahrgang 6, Heft 1–12, Berlin, 1921
- Kaveh Letzte Ausgabe, Berlin, Jan 1922